# علی عسکر لعلی
علی عسکر لعلی زادۀ ۲۸ شهریور/سنبله ۱۳۳۸ (۱۹ سپتامبر ۱۹۵۹) در شهر کابل، بازیکن فوتبال و مربی پیشین تیم ملی فوتبال افغانستان می‌باشد. او دستیار پتر شگرد سرمربی تیم ملی افغانستان نیز بوده، در موفقیت‌های اخیر تیم ملی فوتبال افغانستان نقش اساسی را داشته‌است. او در پرورش تیم ملی فوتبال جوانان افغانستان بزرگ سالان و تیم ملی زنان افغانستان نقش اساسی را داشته‌است.

## زندگی‌نامه
علی عسکر لعلی در سال ۱۳۳۸ در شهر کابل متولد شد. در سال ۱۳۵۵ از لیسه غازی فارغ‌التحصیل شد در سال ۱۳۵۶ شامل دانشگاه کشاورزی کابل گردید. او بنا بر مشکلات سیاسی که با دولت وقت داشت نتوانست تحصیلات خودرا در دانشکده کشاورزی کابل به مرحله اتمام رساند؛ او در اثر تغیرات اوضاع کشور و جنگهای داخلی در اسفند (حوت) ۱۳۵۸ وطن را ترک نموده به کشور ایران پناه برد در ۲ فوریه ۱۹۸۲ مطابق ۱۲ بهمن (دلو) پناهنده در کشور آلمان گردید. در آلمان تغیر رشته داده از سال ۱۹۸۲–۱۹۸۳ مشغول تدریس رشته کامپیوتر و ریاضیات شد. از دانشکده شهر پتربورن مدرک موفقیت را بدست آورد. در اوت ۱۹۸۸ به عضویت آموزشگاه (ب ای ب) شهر پادربورن درآمد. در ژوئن ۱۹۹۰ مدرک انفورماتیک اسیستنت را حاصل نمود. در اوت ۱۹۹۲ در رشته مدیریت بانک و اطلاعات در آموزشگاه انبیت شهر پادربورن آلمان شامل گردیده در ژوئن مدرک تحصیلی را اخذ کرد. لعلی دو بار ازدواج نموده‌است. همسر اول او آلمانی بود که از او دو دختر و دو پسر دارد. همسر دومی لعلی افغان بوده حالا با او زندگی می‌نماید. از همسر دوم دو فرزند دارد که یکی آن پسر و یکی آن دختر می‌باشد.

## پیشینه ورزشی
علی عسکر لعلی از کوچکی به بازی فوتبال علاقه داشت. او در تیم‌های پروانه باختر، هندوکش و دانشگاه کابل بازی نموده تا آنکه در سال ۱۳۵۵ به عضویت تیم ملی جوانان افغانستان را درآمد. در سال ۱۳۵۶ به عنوان کپتان تیم ملی جوانان در بازی‌های آسیایی در بنگلادش شرکت نمود. در سال ۱۳۵۷ به عضویت تیم ملی افغانستان درآمد. در مجموع ۲۵ بازی فوتبال را برای تیم‌های ملی جوانان و بزرگسالان انجام داده‌است. جنگهای داخلی باعث شد تا او از افغانستان دور زندگی کند با وجود دوری از وطن بازی فوتبال در متن زندگی لعلی قرار داشت. او بازی در تیمهای مختلف چون تیم مهاجرین افغان مقیم آلمان، تیمهای لیکهای ۳ و ۴ این کشور را تجربه کرد.
در سال ۱۳۸۱ کار در فدراسیون آلمان را شروع کرد. یکسال بعد پس از دریافت سند الف فوتبال اروپا و دریافت جواز مربی‌گری از جانب فدراسیون فوتبال آلمان به افغانستان بازگشت. او همکاری با فدراسیون فوتبال افغانستان را شروع کرد. کار در بخش‌های مختلف فوتبال افغانستان چون جوانان فوتبال بانوان و تأسیس اولین مدرسه فوتبال در کشور در سال ۱۳۸۳ که به پرورش بازی کنان و آموزش می‌پرداخت از خدمات لعلی برای فوتبال کشور است. سال ۱۳۸۸ شروع تازه برای لعلی بود. همکاری با فیفا و تدریس به عنوان مدرس این نهاد در کشورهای چون ایران، تاجکستان، پاکستان، بنگلادش، نامیبیا و ترکمنستان نموده‌است. استاد لعلی از زمان حضورش در افغانستان همواره در جذب بازی کنان افغان مقیم اروپا همکاری گسترده با تیم ملی فوتبال افغانستان داشته‌است؛ و با توجه به همین نکته در سال‌های اخیر با مربیان زیادی خارجی کار کرده‌است. او حالا با پتروشگرت برای آماده‌سازی تیم ملی افغانستان در مسیر جام ملتهای آسیا کار می‌کند. تیم ملی فوتبال افغانستان کنون از توانایی تکنیکی و فیزیکی خوبی برخود دار بوده در مسابقات جام ملتهای آسیا عالی درخشیده‌است. بدون شک علی عسکر لعلی در این موفقیتها نقش تأثیرگذار و ارزنده داشته‌است. تیم ملی فوتبال افغانستان در سال ۱۳۹۳ برای اولین بار در تاریخ فوتبال افغانستان مقام اول را در بازی‌های آسیای جنوبی نصیب خود کرد.
یکی از خدمات وی تدریس و آموزش مربیان در داخل افغانستان بوده همچنین تعدادی از مربیان را به کشور آلمان برای آموزش فرستاده‌است. او غرض او به هدف کسب تجربه تیم‌های جوانان و تیم ملی بزرگسالان و همچنان بانوان را چندین بار برای اردوگاه‌های آموزشی و مسابقات به آلمان فرستاده‌است تا از طرز بازی فوتبال در اروپا بیاموزند.
فعال‌سازی بخش تدریسی فدراسیون فوتبال، فوتبال پایه (grassroots)، فوتبال جوانان و فوتبال بانوان کاری‌های است که لعلی بنیاد آن را گذاشته‌اند. او در پایه‌گذاری و ایجاد لیگ برتر افغانستان نقش داشته‌است. ترتیب دادن اساسنامه فدراسیون فوتبال افغانستان، مقررات و اصولنامه‌ها در جهت تنظیم فعالیت‌های فدراسیون و همچنان ایجاد مواد درسی و کتب آموزشی از کارهای دفتری لعلی می‌باشد.